# Protestantyzm w Brazylii

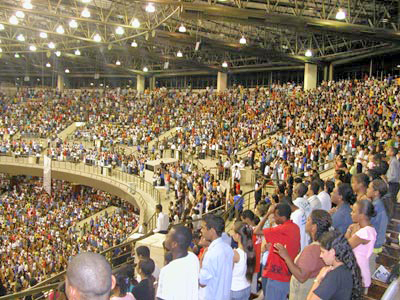
Nabożeństwo zielonoświątkowego zboru w Rio de Janeiro

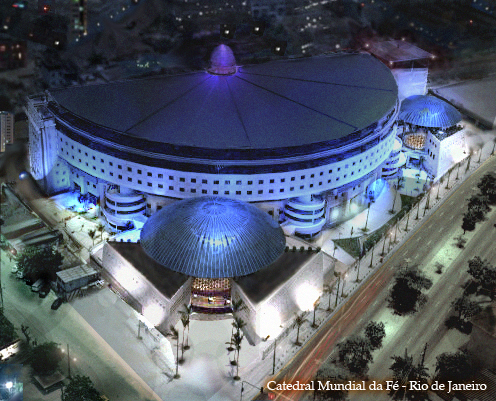
Catedral Mundial da Fé, Rio de Janeiro

Protestantyzm w Brazylii posiada wielowiekową tradycję sięgającą czasów reformacji. 10 marca 1557 r. odprawione zostało w tym kraju pierwsze protestanckie nabożeństwo przez kolonizujących francuskich hugenotów.
W wieku XIX Brazylia stała się celem amerykańskich misji protestanckich, ponadto przybyła tu liczna niemiecka emigracja. W Brazylii protestanci określani są terminem „evangelicos”, najszybciej wzrastającym ugrupowaniem są zielonoświątkowcy.
Od początku XXI wieku Brazylia przeżywa fenomen w ramach którego coraz więcej ludzi przechodzi do kościołów protestanckich, a jednocześnie maleje liczba katolików. Według spisu z roku 2010 – 22% społeczeństwa stanowią protestanci. Według badania Datafolha z 2020 roku było to już 31%.

## Historia

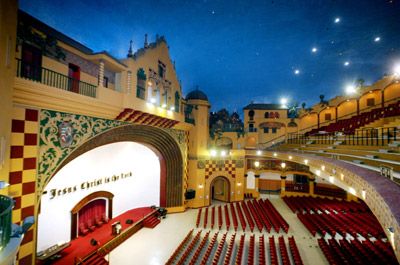
Wnętrze domu modlitwy jednego z kościołów zielonoświątkowych

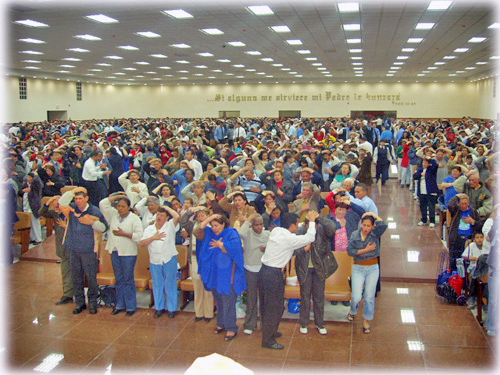
Manifestacje charyzmatyczne w Uniwersalnym Kościele Królestwa Bożego

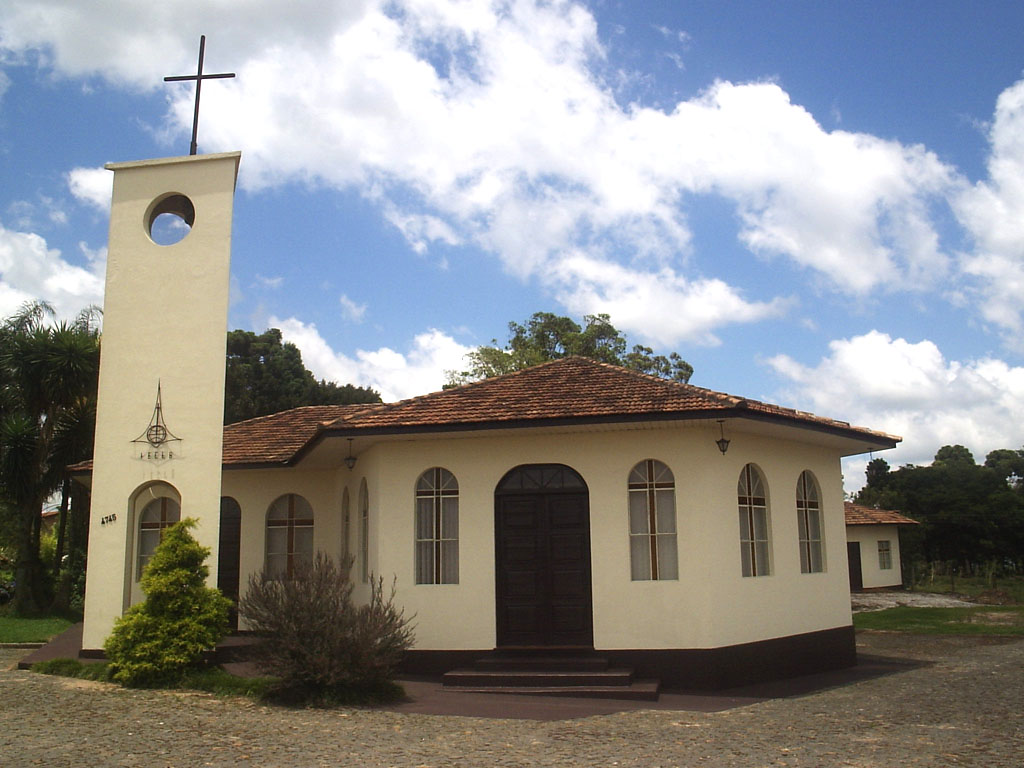
Kościół luterański w Carambeí

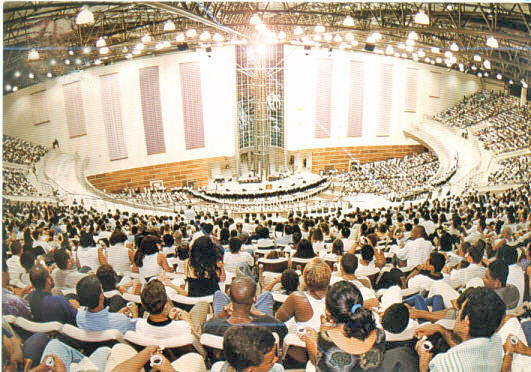
Catedral Mundial da Fé, Rio de Janeiro

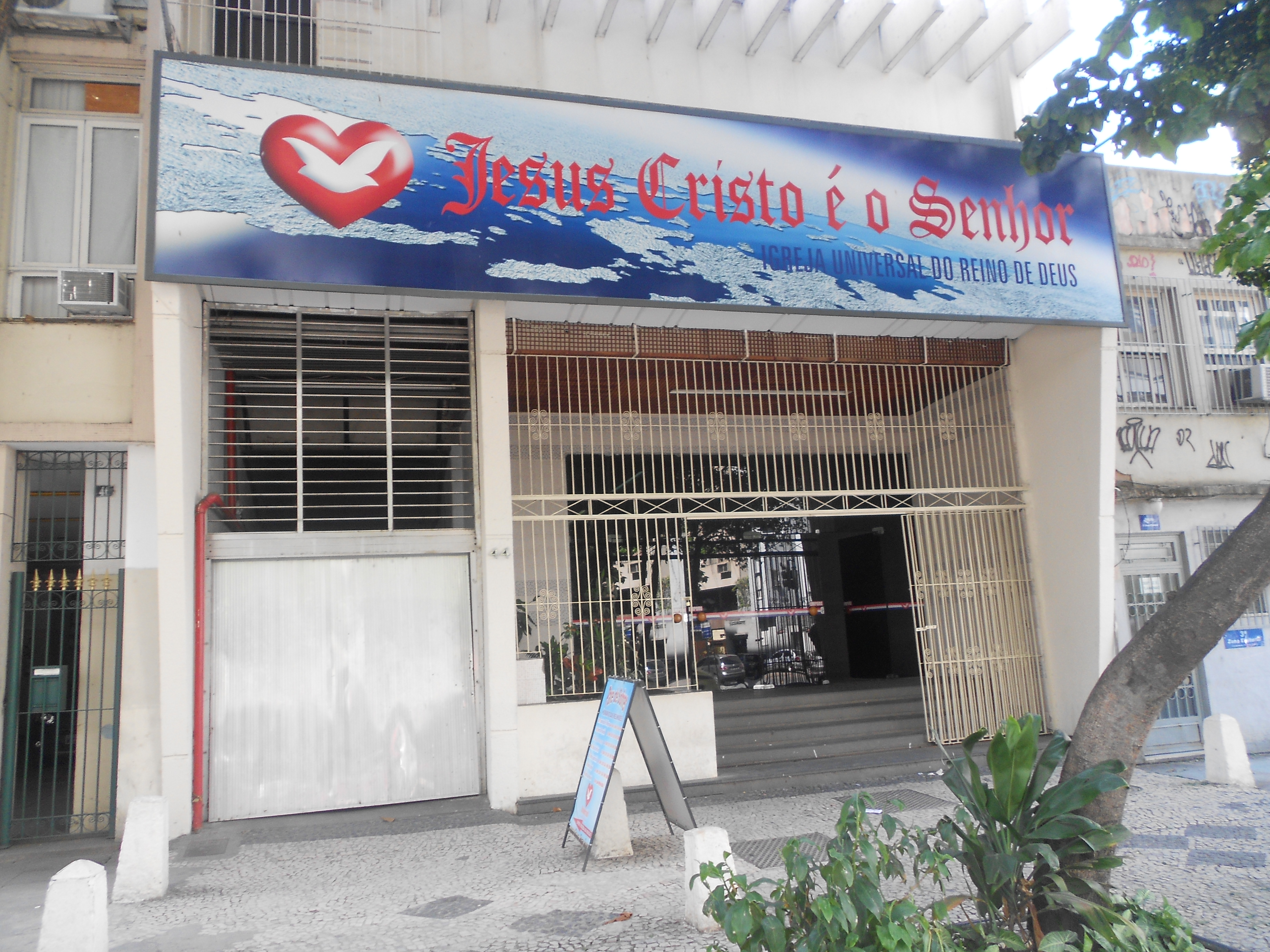
Universal do Reino de Deus, Flamengo, Rio de Janeiro

Pierwszymi protestantami jacy przybyli do Brazylii byli hugenoci, osiedlili się oni w zatoce Rio de Janeiro. Liderem wśród nich był Nicolas Durand de Villegaignon (1510-1571). W 1557 Jan Kalwin wysłał tam francuską misję i już 10 marca odbyło się pierwsze protestanckie nabożeństwo. W pierwszej połowie XVII wieku osadnicy z Holandii przybyli do Bahia i przez krótki czas administrowali tym regionem. W roku 1822 Brazylia uzyskała niepodległość i otworzyła swe granice na imigrantów. Wśród imigrantów było wielu protestantów: luteran, kongregacjonalistów, prezbiterian, metodystów, baptystów, anglikanów i adwentystów. Zakładali oni swoje kościoły.
W XIX wieku większość mieszkańców Brazylii nominalnie należała do kościoła katolickiego, jednak brazylijski kościół katolicki stale cierpiał na brak powołań kapłańskich. Po roku 1820 zaczęli przybywać misjonarze amerykańscy z rozmaitych ugrupowań protestanckich. W XIX wieku najbardziej aktywnym ugrupowaniem byli metodyści. Oprócz tego działali prezbiterianie i baptyści. W roku 1894 pojawili się adwentyści dnia siódmego, w 1896 założono YMCA. Protestanccy misjonarze zakładali szkoły i seminaria, uczelnie, w tej liczbie także Universidade Presbiteriana Mackenzie w São Paulo, oraz uczelnie rolnicze. Szkoły założone przez prezbiterian odegrały później kluczową rolę w rządowym systemie szkolnictwa. W 1887 protestanci założyli szpital w Rio de Janeiro. Misjonarze docierali ze swym przesłaniem głównie do klasy robotniczej, podczas gdy elity brazylijskie były albo katolickie albo ulegały stopniowej sekularyzacji. W 1914 kościoły protestanckie założone przez amerykańskich misjonarzy miały 47 000 wiernych, a obsługiwane były przez 282 misjonarzy. W Brazylii amerykańscy misjonarze odnosili większe sukcesy niż w Meksyku, Argentynie bądź jakimkolwiek innym kraju Ameryki Łacińskiej.
W 1890 roku w odpowiedzi na postępy protestantyzmu kościół katolicki przeprowadził reorganizację i zwiększył liczbę diecezji oraz kapłanów. Wielu protestantów przybyło z Niemiec, ale oni rzadko uprawiali prozelityzm i powiększali swój stan posiadania poprzez przyrost naturalny. Działalność protestanckich misjonarzy była utrzymywana przez misje amerykańskie i europejskie. W roku 1930 było już 700 000 protestantów. W 1930 roku Metodystyczny Kościół Brazylii uniezależnił się od misji zagranicznych i powołał własnego biskupa. Protestanci rekrutowali się głównie spośród klasy robotniczej, byli jednak mobilną i ambitną grupą społeczną, która stawiała sobie za cel robienie kariery i wspinanie się w górę po drabinie społecznej.
W roku 1930 udział procentowy poszczególnych ugrupowań protestanckich przedstawiał się następująco:
- baptyści – 30%
- prezbiterianie – 24%
- metodyści – 11,5%
- niezależni prezbiterianie – 10%
- zielonoświątkowcy – 9,5%
- adwentyści – 5%
- episkopalianie – 2,5%
- kongregacjonaliści – 3%
- pozostali – 4,5%

Od lat 70. obserwowany jest stały intensywny wzrost wyznawców protestantyzmu w Brazylii, szczególnie tradycji ewangelikalnej. Łączna liczba protestantów w tym kraju wynosi 42,3 miliona wiernych, co stanowi 22,2% społeczeństwa. Zgodnie ze statystycznymi szacunkami, jeżeli ewangelikalny protestantyzm będzie rozwijał się w takim samym tempie, co przez ostatnie dwadzieścia lat, w roku 2022 katolicy stanowić będą w Brazylii mniejszość religijną, podczas gdy jeszcze w 1980 roku stanowili 90% społeczeństwa . W latach 90. XX wieku każdego roku ok. 600 tysięcy Brazylijczyków opuszczało Kościół katolicki, aby przyłączyć się do zborów ewangelikalnych, na ogół są to zbory zielonoświątkowe .
W Brazylii funkcjonuje rozwinięta sieć placówek edukacyjnych prowadzonych przez protestantów. Rozwój adwentystów związany jest z ich systemem edukacyjnym. Najwięcej szkół posiada Kościół Adwentystów Dnia Siódmego (475 szkół podstawowych, 67 szkół średnich, dwa koledże oraz uniwersytet).
Ewangelikalni protestanci stali się również znaczącą i wpływową siłą polityczną w Brazylii. W roku 2007 około 10% członków parlamentu było ewangelikami. Do 2007 roku trzech gubernatorów Rio było protestantami, Luiz Inácio Lula da Silva w agresywnym stylu zabiegał o ewangelikalne głosy podczas wyborów prezydenckich w roku 2006.
Rio de Janeiro jest stanem z najmniejszym udziałem procentowym katolików (w roku 2002 było ich 57,2%). Największy procent katolików znajduje się w północno-wschodniej części Brazylii. Jest to najuboższa część Brazylii.

## Współczesny rozwój ewangelikalizmu i ruchu zielonoświątkowego

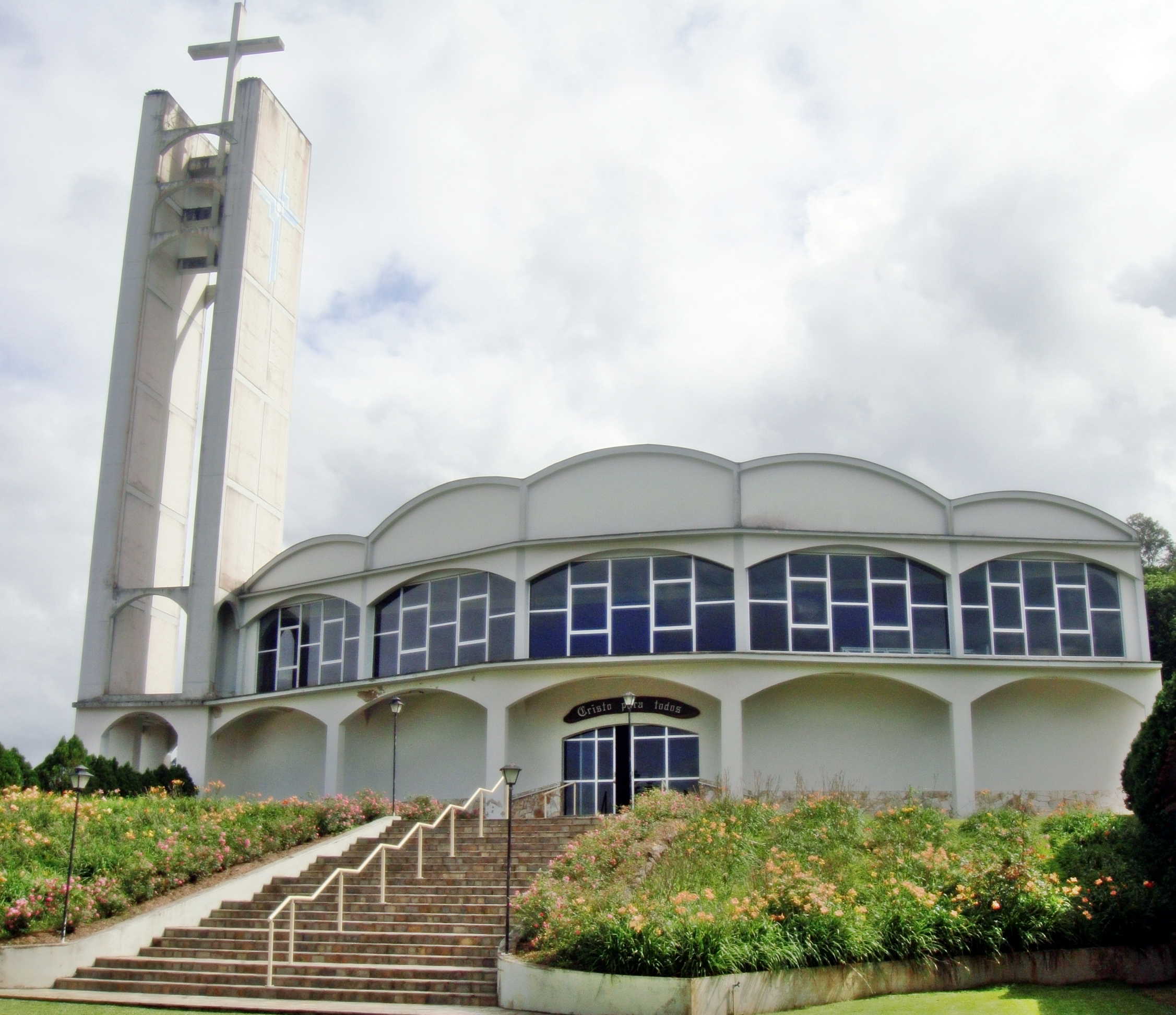
Kościół luterański w Schroeder, Santa Catarina.

W roku 1960 protestanci stanowili zaledwie 4%, podczas gdy katolicy 93% społeczeństwa . W roku 2000 protestanci osiągnęli 15%, katolicy zaś 74%. W 2010 roku protestanci stanowili 22,2%, a katolicy 64,6% .
W 1910 założona została pierwsza zielonoświątkowa denominacja w Brazylii – Kongregacja Chrześcijan. W 1911 roku powstały tam Zbory Boże, które stały się główną zielonoświątkową denominacją i największym protestanckim kościołem w Brazylii. W roku 2000 Zbory Boże liczyły 8,4 milionów dorosłych członków, w roku 2010 – 12,3 milionów .
Aż do końca lat 70. XX wieku, większość brazylijskich protestantów należała do tradycyjnych protestanckich kościołów: luteran, prezbiterian oraz baptystów. Od końca lat 70. obserwuje się nagły wzrost liczby zielonoświątkowców oraz charyzmatyków, zwłaszcza tych, którzy głoszą ewangelię sukcesu. Największe skupisko zielonoświątkowców znajduje się w Rio de Janeiro, drugim pod względem liczby ludności mieście Brazylii. W roku 1992 91% osób regularnie uczęszczających do kościoła, uczęszczały do zborów zielonoświątkowych. Zielonoświątkowcy docierają do ubogich dzielnic miejskich. Według oceny socjolożki Cecilii Mariz (1994) wzrost pentekostalizmu wynika ze sposobu w jaki zielonoświątkowcy motywują Brazylijczyków do radzenia sobie ze swoim ubóstwem. Antropolog John Burdick (1993) tłumaczy to „kultem nawiedzenia”. R. Andrew Chesnut rozwój pentekostalizmu wyjaśnia tym, że zielonoświątkowcy w przeciwieństwie do innych kościołów oferują uzdrowienie. Znaczna część zielonoświątkowców z amazońskiego miasta Belém twierdzi, że zaznało fizycznego uzdrowienia. W przypadku kobiet wielką rolę odgrywa również uzdrowienie kryzysu rodzinnego.
Przeprowadzony w 2010 roku spis ujawnił, że od roku 2000 największy wzrost odnotowały zielonoświątkowe i charyzmatyczne denominacje (Assembleia de Deus, Igreja Universal do Reino de Deus, Nova Vida i inne) reprezentując odtąd 60% protestantów i 10,4% brazylijskiej populacji. Natomiast starsze kościoły protestanckie (luteranie, prezbiterianie, metodyści, baptyści, także adwentyści) odnotowały spadek udziału procentowego reprezentując odtąd 18,5% protestantów i 4,1% populacji. Historyczne kościoły protestanckie przeżywają stagnację . Według spisu z roku 2010 63,7% zielonoświątkowców (Assembleia de Deus, Igreja do Evangelho Quadrangular i Igreja Universal do Reino de Deus) ma płacę poniżej minimalnej (w przypadku katolików jest to 59,2%). Spis ujawnił, że najniższy odsetek osób o płacy poniżej minimalnej występuje u spirytystów. Wśród mieszkańców wsi katolicy stanowią 77,9% natomiast zielonoświątkowcy – 10,1%, w miastach katolicy stanowią 62,2% mieszkańców a zielonoświątkowcy – 13,9%. Średnia krajowa to 64,6% dla katolików i 12,2% dla zielonoświątkowców.
W 2013 roku 2 miliony ewangelicznych chrześcijan z całej Brazylii przeszło ulicami São Paulo w Marszu dla Jezusa.

## Reakcje kościoła katolickiego

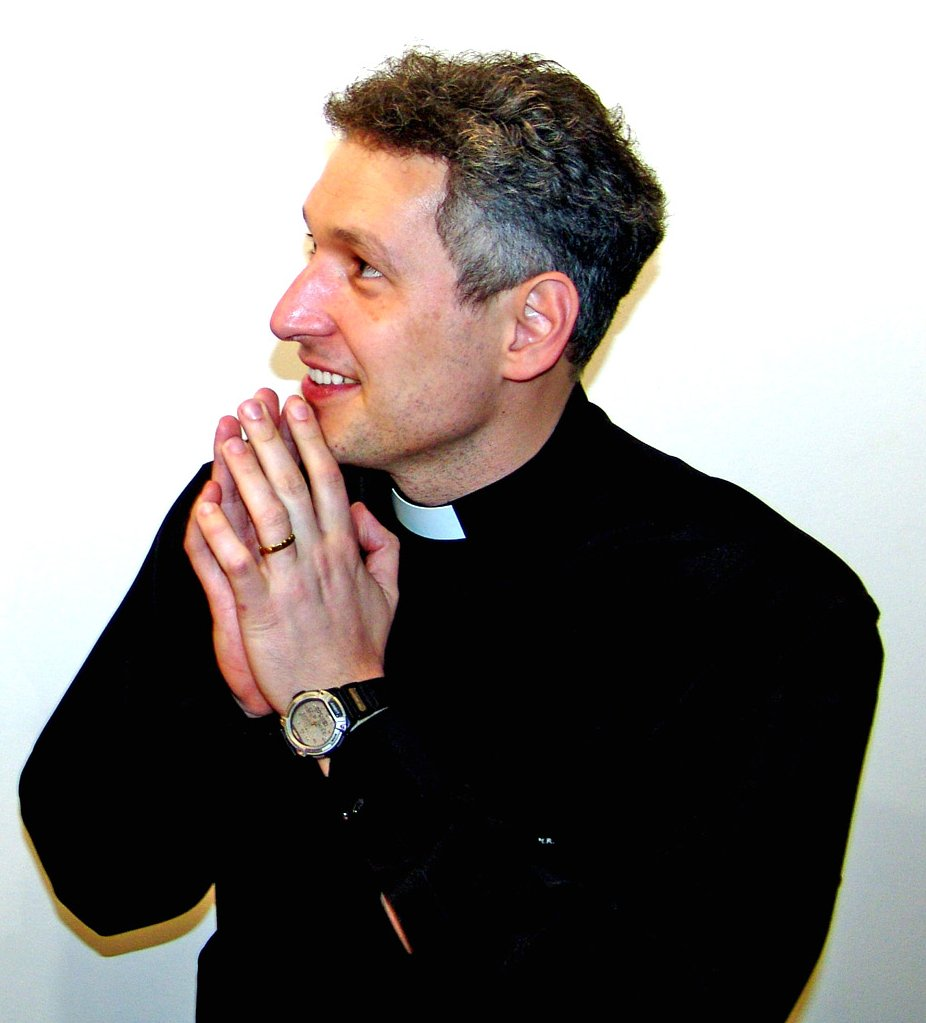
Marcelo Rossi usiłował powstrzymać postępy protestantyzmu

Kościół katolicki długo nie dostrzegał zagrożenia ze strony protestantyzmu. W 1965 roku Daniel-Rops pisał: „Ekspansja protestancka załamała się całkowicie w Ameryce Łacińskiej”.
Podczas wizyty Jana Pawła II w Brazylii w roku 1980 zgromadziło się pół miliona ludzi, natomiast w roku 1991 już tylko 100 tysięcy i tylko 10 milionów katolików regularnie uczęszczało na mszę. W tym samym roku Edir Macedo, popularny brazylijski ewangelista, zgromadził 400 tysięcy ludzi .
Przedstawiciele kościoła katolickiego w publicznych wystąpieniach przekonują o wyższości kościoła katolickiego i zachęcają wiernych do pozostania w swoim kościele. Zarzuca się, że wiele sekt zakładanych jest po to tylko, aby budować prywatne fortuny założycieli. Były prymas Brazylii, Eugênio de Araújo Sales, zarzucił nowo powstającym kościołom ewangelikalnym, że nie mają charakteru kościelnego, że zajmują się prawami człowieka, a ich praca duszpasterska jest pracą socjalną .
Na przełomie wieków przedstawiciele kościoła katolickiego w oficjalnych wypowiedziach nie przywiązywali większej wagi do statystyk, twierdzili że rozwój ewangelikalnych ugrupowań stabilizuje się. Jednak w pierwszej dekadzie XXI wieku wzrost protestantów nadal był kontynuowany, co ujawniły badania statystyczne przeprowadzone przez IBGE w roku 2010 . Przyczyn upatruje się w niedoborze katolickich powołań kapłańskich oraz moralnym relatywizmie napływającym z Europy. Zwraca się też uwagę na to, że kościół katolicki w Brazylii zawsze miał słabe oparcie w wiernych . W XIX wieku jeden kapłan przypadał na 100 tysięcy wiernych, na początku at 80. jeden kapłan przypadał na 7 692 wiernych, podczas gdy średnia światowa w tym czasie wynosiła jeden na 1344, a średnia europejska – jeden na 1067.
By powstrzymać rozwój protestantyzmu zaczęto kopiować protestanckie metody i wprowadzać je do kościoła katolickiego. Wzmocniono swoją obecność w środkach przekazu, utworzono dodatkowe radiostacje lokalne oraz telewizję, w nadziei, że zahamują odpływ wiernych  . Nadzieję upatruje się w rozwoju ruchu charyzmatycznego wewnątrz kościoła katolickiego. W roku 1980 charyzmatycy z kościoła katolickiego liczyli mniej niż 4 miliony osób, w roku 2013 było już ich 13 milionów. Przewiduje się, że w przyszłości charyzmatycy zdominują kościół katolicki. Dla kształcących się w seminariach kleryków charyzmatycy są bliżsi niż teologia wyzwolenia, popularna w drugiej połowie XX wieku. Większość katolickich rozgłośni jest w rękach charyzmatyków . Liderem charyzmatycznych katolików jest Marcelo Rossi, były instruktor aerobiku. W 1997 spotkał się z nim Jan Paweł II i rozmawiał z nim o potrzebie znalezienia sposobu na powstrzymanie protestantyzmu . Jego działalność jest krytykowana w kościele katolickim, kardynał Odilo Scherer, przełożony Rossiego, powiedział, że kapłan nie powinien zachowywać się jak showman. W 2007 podczas wizyty Benedykta XVI Rossi nie został dopuszczony do papieża .

## Kościoły protestanckie w Brazylii
Lista największych wyznań protestanckich w Brazylii za rok 2010 (większość danych dotyczy dorosłych członków):
- Zielonoświątkowcy – 25,4 miliona wiernych (13,3%)
  - Zbory Boże (Assembleia de Deus) – 12,3 miliona wiernych (6,5%)
  - Kongregacja Chrześcijan (Congregação Cristã no Brasil) – 2,3 miliona wiernych (1,2%)
  - Międzynarodowy Kościół Poczwórnej Ewangelii – 1,8 miliona wiernych (0,95%)
  - Ewangelikalny Kościół „Brazylia dla Chrystusa” – 1 159 880
  - Kościół Zielonoświątkowy „Bóg jest Miłością” – 845 383 wiernych (0,44%)
  - Chrześcijański Kościół Maranatha – 356 021 wiernych (0,19%)
  - Brazylia dla Chrystusa – 196 665 wiernych (0,1%)
  - Chrześcijański Kościół Nowego Życia – 90 568 wiernych (0,05%)

- - Neopentekostalizm
    - Kościół Powszechny Królestwa Bożego – 1,9 miliona wiernych (0,98%)
    - Ewangeliczna Wspólnota Uleczenia Naszej Ziemi – 180 130 wiernych (0,09%)
    - Błogosławiony Kościół Domowy – 125 550 wiernych (0,07%)

- - Inne wspólnoty ewangeliczne o charakterze charyzmatycznym – 5,3 miliona wiernych (2,76%)
    - Kościół Odrodzenia w Chrystusie – 2 miliony wiernych (1,05%)
    - Międzynarodowy Kościół Łaski Bożej
    - Światowy Kościół Mocy Bożej
    - Odnowiony Kościół Prezbiteriański w Brazylii (zielonoświątkowcy-prezbiterianie) – 120 807 wiernych (0,06%)

- Protestanci nieokreśleni – 9,2 miliona wiernych (4,83%)

- Baptyści – 3,7 miliona wiernych (1,95%)
  - Brazylijska Konwencja Baptystów
  - Narodowa Konwencja Baptystów (baptystyczna odnowa charyzmatyczna tzw. baptykostalizm)
  - Niezależna Konwencja Baptystów (baptyści tradycji skandynawskiej)

- Adwentyści – 1,56 miliona wiernych (0,82%)
  - Kościół Adwentystów Dnia Siódmego
  - Kościół Adwentystów Obietnicy (zielonoświątkowcy-adwentyści dnia siódmego)
  - Kościół Adwentystów Dnia Siódmego Ruch Reformacyjny

- Kalwiniści – 1 milion wiernych (0,54%)
  - Kościół Ewangelicko-Prezbiteriański – 921 tysięcy wiernych
  - Kongregacjonaliści – 109,5 tysiąca wiernych

- Luteranie – 1 milion wiernych (0,52%)
  - Kościół Ewangelicki Wyznania Luterańskiego
  - Kościół Ewangelicko-Luterański w Brazylii

- Metodyści – 340 938 wiernych (0,18%)
  - Kościół Ewangelicko-Metodystyczny – 341 tysięcy wiernych